# Thefakesoundofprogress
Thefakesoundofprogress è l'album di debutto della band gallese Lostprophets.

## Il disco
Inizialmente pubblicato il 27 novembre 2000, era stato registrato in una settimana con un budget di circa £5000, con l'intenzione d'essere un demo pubblicato dalla Visible Noise Records. Quando la band firmò un contratto con la Columbia Records nel 2001, l'album fu in parte registrato nuovamente, mixato e nuovamente pubblicato. Inoltre la title track dell'album, oltre ad esser stata parzialmente modificata, fu significativamente velocizzata. Questa versione venne pubblicata l'8 ottobre e il 4 dicembre rispettivamente nel Regno Unito e U.S.A.. Molto della seconda versione dell'album è identico alla prima versione. Alcune canzoni cambiarono titolo, come MOAC Supreme divenne A Thousand Apologies, mentre Directions venne usata come lato B del singolo di debutto Shinobi vs Dragon-Ninja. Data la breve sessione di registrazione dell'album, la band sentì che quest'ultimo non rispecchiava esattamente le loro abilità, ed è questo il motivo per il quale il loro secondo lavoro venne chiamato Start Something in quanto, secondo la band, dava meglio un'idea delle loro potenzialità.
In copertina della seconda edizione (2001) appare il robot VF-1 Valkyrie della serie Macross.

## Tracce
1. Obscure Intro
2. Shinobi vs. Dragon Ninja - 2:47
3. The Fake Sound of Progress
4. Interlude
5. Five Is a Four Letter Word
6. ...And She Told Me to Leave
7. Interlude
8. The Handsome Life of Swing
9. Interlude
10. For Sure
11. Kobrakai
12. Still Laughing
13. A Thousand Apologies
14. Interlude
15. Awkward
16. Ode to Summer

Tracklist della seconda versione
1. Shinobi vs. Dragon Ninja - 2:47
2. The Fake Sound of Progress - 5:32
3. Five is a Four Letter Word - 4:25
4. ...And She Told Me to Leave - 5:55
5. Kobrakai - 5:33
6. The Handsome Life of Swing - 3:49
7. A Thousand Apologies - 4:06
8. Still Laughing - 5:43
9. For Sure - 4:20
10. Awkward - 4:24
11. Ode to Summer - 3:15
12. The Lesson Pt. 1 - 3:12 (Non bonus track del vinile Giapponese)
13. Directions - 4:55 (Non bonus track del vinile Giapponese)

## Formazione
- Ian Watkins - voce
- Lee Gaze - chitarra
- Mike Lewis - chitarra
- Stuart Richardson - basso
- Mike Chiplin - batteria
- DJ Stepzak - DJ